# Desis gardineri
Desis gardineri là một loài nhện trong họ Desidae.
Loài này thuộc chi Desis. Desis gardineri được miêu tả năm 1904 bởi Reginald Innes Pocock.